# Johannes Eidlitz
Johannes Eidlitz (* 27. September 1920 in Wien; † 14. November 2000 ebenda) war österreichischer Widerstandskämpfer, Journalist und Mitbegründer der Österreichischen Volkspartei.

## Jugend
Johannes Eidlitz wurde 1920 als Sohn des Schauspielerehepaars Alma Seidler und Karl von Eidlitz in Wien geboren. Sein Großvater Ernst Seidler von Feuchtenegg (1862–1931) war vom 23. Juni 1917 bis 25. Juli 1918 drittletzter Ministerpräsident Österreich-Ungarns und letzter Kabinettschef des österreichischen Kaisers Karl I., der den „Brotfrieden“ mit der Ukraine schloss. Mit 13 Jahren wurde er Mitglied bei Jung-Vaterland, der Jugendorganisation der Heimwehr. Im Austrofaschismus gründete er 1936 im Gymnasium Theresianum die Ortsgruppe Freikorpsfähnlein Helmuth Wenger des Österreichischen Jungvolks, der Jugendorganisation der Vaterländischen Front, und wurde deren Ortsjugendführer. 1938 trat er der Reserve des Sturmkorps bei.
Nach dem „Anschluss“ Österreichs an das Deutsche Reich kam Eidlitz im Herbst 1938 zur Wehrmacht.

## Widerstand
Eidlitz begann Kontakte zu Gegnern des Nationalsozialismus zu knüpfen und versuchte, Verbindungen ins Ausland herzustellen. Von Guido Zernatto, der sich in das Ausland abgesetzt hatte, soll ihm Unterstützung zugesagt worden sein, diese Verbindung riss aber ab.
1941 wurde er wegen Tuberkulose aus der Wehrmacht entlassen. Er machte sich nun daran, gemeinsam mit Herbert Braunsteiner und Hans Radvany eine Widerstandsgruppe, den Österreichischen Kampfbund aufzubauen. Über Kontakte zu Militärkreisen konnte der Kampfbund Waffen organisieren. Es wurden Sabotageakte und Propagandatätigkeiten durchgeführt. Bis Ende 1944 konnten in mehreren Kasernen in Wien und in der Sanitätsabteilung XVII militärische Zellen der Widerstandsgruppe gebildet werden. Über lokale Militärstellen in Waidhofen an der Ybbs und Göstling an der Ybbs wurde etwa 70–80 Flüchtlingen und Wehrmachtsdeserteuren die Flucht über die Alpen in von slowenischen Titopartisanen kontrollierte Gebiete ermöglicht.
Über Hans Sidonius Becker wurde Kontakt mit der Gruppe O5 hergestellt. Im April 1945, während der Befreiung Wiens besetzte Eidlitz mit seiner Einheit das Polizeipräsidium am Schottenring noch vor dem Eintreffen der Roten Armee.

## Zweite Republik
Im Frühjahr 1945 war Johannes Eidlitz Mitbegründer und erster Organisationsreferent der Österreichischen Volkspartei.
Als Journalist war er bei verschiedenen Zeitungen tätig, etwa der Wiener Zeitung oder der Wochenpresse, von 1959 bis 1967 war er stellvertretender Chefredakteur der Presse. Im Fritz Molden Verlag war er anschließend Cheflektor, im ORF Konsulent für Zeitgeschichte.
Johannes Eidlitz starb am 14. November 2000 und wurde am Wiener Zentralfriedhof im gemeinsamen Grab seiner Eltern bestattet.

## Ehrung
- 1986 bekam Johannes Eidlitz das Goldene Ehrenzeichen für Verdienste um das Land Wien verliehen.[6]
- Johannes Eidlitz wurde 2004 posthum das Ehrenzeichen für Verdienste um die Befreiung Österreichs verliehen. Es wurde von seiner Witwe Aglaë Eidlitz (1931–2007), der akademischen Malerin und Archivarin der Presse, entgegengenommen.[5]

## Belege
1. ↑  Johannes Eidlitz: Bereit, aufeinander zu schießen. DÖW, abgerufen am 12. November 2017.
2. 1 2 3 4  Hubert Jurasek: Johannes von Eidlitz zum Gedenken. In: ÖVP Kameradschaft der politisch Verfolgten (Hrsg.): Der Freiheitskämpfer. Band 51, Nr. 4. Klosterneuburg Dezember 2000, S. 4 (Online auf der Website des Herausgebers [PDF; 3,2 MB]).
3. 1 2  Johannes Eidlitz: Das Radl ist sozusagen plötzlich gelaufen. DÖW, abgerufen am 12. November 2017.
4. ↑  Fritz Molden: Die Feuer in der Nacht. Amalthea, Wien / München 1988, ISBN 3-85002-262-5, S. 114.
5. 1 2  Widerstandskämpfer Johannes Eidlitz wird posthum geehrt. In: Der Standard. 27. Februar 2004, abgerufen am 12. November 2017.
6. ↑  Johannes Eidlitz, Auszeichnungen im Wien Geschichte Wiki der Stadt Wien

| Personendaten    | Personendaten                                                            |
| ---------------- | ------------------------------------------------------------------------ |
| NAME             | Eidlitz, Johannes                                                        |
| KURZBESCHREIBUNG | österreichischer Widerstandskämpfer, Journalist und Mitbegründer der ÖVP |
| GEBURTSDATUM     | 27. September 1920                                                       |
| GEBURTSORT       | Wien                                                                     |
| STERBEDATUM      | 14. November 2000                                                        |
| STERBEORT        | Wien                                                                     |